# Surinaamse parlementsverkiezingen 1991
De Surinaamse parlementsverkiezingen in 1991 vonden plaats op 25 mei. De verkiezingen betekenden een terugkeer naar de democratie, nadat deze met de Telefooncoup tegen Kerst 1990 was verstoord.
Tijdens de verkiezingen werden de leden van de De Nationale Assemblée gekozen. De winnaar van deze verkiezingen was het Nieuw Front, waardoor Ronald Venetiaan aantrad als president. Nieuw Front behield de meerderheid van stemmen, maar verloor wel tien zetels ten opzichte van de verkiezingen van 1987.

## Uitslag
| Allianties en partijen | Zetels in procenten | Uitslag in zetels |
| --- | ------------------- | ----------------- |
| Nieuw Front Nationale Partij Suriname (NPS) Vooruitstrevende Hervormings Partij (VHP) KTPI (Kerukunan Tulodo Prenatan Inggil) Surinaamse Partij van de Arbeid (SPA) | 58,8%               | 30 (12)(8)(7)(3)  |
| Nationale Democratische Partij (NDP) | 23,5%               | 12                |
| Democratisch Alternatief '91 Alternatief Forum (AF) Hernieuwde Progressieve Partij (HPP) Broederschap en Eenheid in de Politiek (BEP) Pendawa Lima                  | 17,7%               | 9 (1)(3)(3)(2)    |
| Totaal |                     | 51                |

| District   | NF | NDP | DA'91                 | totaal |
| ---------- | -- | --- | --------------------- | ------ |
| Paramaribo | 10 | 4   | 3 (AF 1, HPP 1, PL 1) | 17     |
| Wanica     | 5  | 1   | 1 (HPP)               | 7      |
| Nickerie   | 3  | 1   | 1 (HPP)               | 5      |
| Sipaliwini | 2  | 1   | 1 (BEP)               | 4      |
| Commewijne | 2  | 1   | 1 (PL)                | 4      |
| Para       | 2  | 1   | 0                     | 3      |
| Marowijne  | 2  | 1   | 0                     | 3      |
| Saramacca  | 2  | 1   | 0                     | 3      |
| Brokopondo | 1  | 0   | 2 (BEP)               | 3      |
| Coronie    | 1  | 1   | 0                     | 2      |
| totaal     | 30 | 12  | 9                     | 51     |

## Gewezen Assemblée-leden 1991-1996
Hier volgt de lijst van een deel van de 51 Assembléeleden in de periode 1991-1996.

### Nieuw Front
| Naam             | Partij | Kiesdistrict |
| ---------------- | ------ | ------------ |
| Willy Soemita    | KTPI   |              |
| H.A. Asmowiredjo | KTPI   |              |
| A. Moehadis      | KTPI   |              |
| C. Ardjosemito   | KTPI   |              |
| H. Karijomengolo | KTPI   |              |
| J. Djojokasiran  | KTPI   |              |
| L. Singosemito   | KTPI   |              |

### Nationale Democratische Partij
...

### Democratisch Alternatief '91
| Naam              | Partij | Kiesdistrict |
| ----------------- | ------ | ------------ |
| Winston Jessurun  | AF     | Paramaribo   |
| K. Ramsundersingh | HPP    | Paramaribo   |
| S.D. Ramkhelawan  | HPP    | Wanica       |
| H.P. Kisoensingh  | HPP    | Nickerie     |
| E.D.R. Prijor     | BEP    | Brokopondo   |
| M.E. With         | BEP    | Brokopondo   |
| R.M. Pansa        | BEP    | Sipaliwini   |
| H. Jamin          | PL     | Paramaribo   |
| S. Kromosetiko    | PL     | Commewijne   |